# Klaus Thiele
Klaus Thiele   (Potsdam, 21 de gener de 1958) és un atleta alemany, ja retirat, especialista en curses de velocitat, que va competir sota bandera de la República Democràtica Alemanya durant les dècades de 1970 i 1980.
El 1980 va prendre part en els Jocs Olímpics d'Estiu de Moscou, on va guanyar la medalla de plata en la prova del 4×400 metres del programa d'atletisme. Formà equip amb Andreas Knebel, Frank Schaffer i Volker Beck.
En el seu palmarès també destaca una medalla de plata al Campionat d'Europa júnior de 1977 en els 4x100 metres.

## Millors marques
- 200 metres. 20.60" (1978)
- 400 metres. 45.34" (1980)[2]